# Josef Burg (polityk)
Josef Burg, właśc. Szelomo Josef Burg (hebr.: שלמה יוסף בורג, ang.: Yosef Burg, ur. 31 stycznia 1909 w Dreźnie, zm. 15 października 1999 w Jerozolimie) – izraelski polityk i rabin. Członek Knesetu w latach 1949–1969 oraz 1974–1988, wielokrotny minister. Jeden z założycieli Narodowej Partii Religijnej.

## Życiorys
Urodzony i wychowany w Niemczech, uczęszczał do szkoły rabinicznej w latach 1928−1939, i studiował na uniwersytetach w Berlinie oraz w Lipsku.
W 1939 wyemigrował do Palestyny. Początek II wojny światowej zastał go na kongresie syjonistycznym w Genewie. W 1940 wydostał się ze Szwajcarii. Pomógł mu w tym fałszywy polski paszport wystawiony przez członków Grupy Ładosia.
Od 1949 przez blisko 40 lat członek Knesetu, od 1951 do 1986, z krótkimi przerwami pełnił funkcje ministerialne.
W latach 1952−1958 był ministrem komunikacji, a w latach 1959−1970 (oraz w 1975) ministrem opieki społecznej. Trzykrotnie pełnił funkcję ministra spraw wewnętrznych – od 1970 do 1984 z dwoma krótkimi przerwami, zaś w latach 1981–1986 był ministrem spraw religijnych.

## Życie prywatne
Żonaty z Riwką. Mieli dwoje dzieci – córkę Adę oraz syna Awrahama – polityka i przewodniczącego Knesetu.